# Campo Alegre de Lourdes
Pour les articles homonymes, voir Campo Alegre.
Campo Alegre de Lourdes est une municipalité brésilienne de l'État de Bahia et la microrégion de Juazeiro.